# Versorgungsbrücke (Infraserv Höchst)
Die Versorgungsbrücke von Infraserv Höchst ist eine private Rohrleitungsbrücke über den Main im Industriepark Höchst in Frankfurt am Main. Infraserv Höchst ist Industriedienstleister und Standortbetreiber im Industriepark, der auf beiden Seiten des Mains angesiedelt ist.
Die Versorgungsbrücke wurde 2009 unmittelbar westlich der Werksbrücke Mitte bei Mainkilometer 23,31 errichtet, da die bestehenden Kapazitäten der Versorgungsleitungen nicht mehr ausreichten, um Neuanlagen im Südwerk anzuschließen. Die nur für Wartungspersonal begehbare Stahlfachwerkbrücke hat eine Länge von 204 Metern, ihre Spannweite zwischen den beiden Stahlbetonpfeilern am nördlichen und südlichen Flussufer beträgt 145 Meter. Die 800 Tonnen schwere, sieben Meter hohe und etwa drei Meter breite Stahlkonstruktion wurde am Ufer montiert und am 15. Juli 2009 mit Hilfe zweier Spezialpontons eingeschwommen. Über die Versorgungsbrücke werden Leitungen für Dampf, Kondensat und Abwasser verlegt.